# Xah Sultan (filla de Selim I)
Xah Sultan coneguda també com a Dewletxahi fou una princesa otomana, filla de Selim I. Es va casar Çelebi Lütfi Paşa (1523) del que es va divorciar el 1541 quan Lufti va perdre el càrrec de gran visir. No es va tornar a casar i es va dedicar al mecenatge i a la col·lecció de llibres. Va morir entre 1575 i 1577.